# Hans-Bernhard Bolza-Schünemann
Hans-Bernhard Bolza-Schünemann geborener Schünemann (* 20. Mai 1926 in Bremen; † 23. Juli 2010 in Würzburg) war ein deutscher Unternehmer. Er war Vorstandsvorsitzender und später Mitglied im Aufsichtsrat des Druckmaschinenherstellers Koenig und Bauer AG.

## Leben
Bolza-Schünemann wurde am 20. Mai 1926 in Bremen als Hans-Bernhard Schünemann geboren. Seine Familie ist seit Generationen im Druck- und Verlagswesen tätig. Nach Kriegsende und einigen Monaten in britischer Gefangenschaft schloss er sein Studium an der Technischen Hochschule Braunschweig im Jahre 1949 als Diplom-Physiker ab. Bis 1951 promovierte er an der Technischen Hochschule Stuttgart zum Dr.-Ing. Maschinenbau.
Noch im gleichen Jahr begann er als Konstrukteur bei Koenig und Bauer AG. 1956 bekam er die Stelle als Chefkonstrukteur für Bogendruckmaschinen, 1957 wurde er stellvertretendes Vorstandsmitglied für Konstruktion und Entwicklung und im Jahre 1964 ordentliches Vorstandsmitglied. Bereits im Jahre 1959 wurde Hans-Bernhard Bolza-Schünemann vom Urenkel des Firmengründers Hans Bolza nach dem frühen Tod seiner eigenen Söhne adoptiert, daher der Doppelname Bolza-Schünemann.
Hans-Bernhard Bolza-Schünemann war Mitglied des Vereins Deutscher Ingenieure (VDI).

## Ehrungen
- 1960: VDI-Ehrenring[3]
- 1979: Ehrenring der Stadt Würzburg
- 1980: Großes Goldenes Ehrenzeichen für Verdienste um die Republik Österreich[4]
- 1990: Ehrenbürger der Julius-Maximilians-Universität Würzburg[5]
- 2000: Ehrenbürger der Stadt Würzburg
- 2000: Ehrensenator der Hochschule der Medien Stuttgart
- 2006: Friedrich Koenig Medaille der Forschungsgesellschaft Druckmaschinen e. V., Frankfurt
- Bayerischer Verdienstorden